# NGC 5268
NGC 5268 ist ein einzelner Stern im Sternbild der Jungfrau (Rektaszension: 13:42:12.3; Deklination: −13:51:37). Er wurde am 17. Januar 1855 von Edward Joshua Cooper bei einer Beobachtung irrtümlich für eine Galaxie gehalten und erlangte so einen Eintrag in den Katalog.